# Thomas Bergs
Thomas Bergs (* 21. Dezember 1967 in Neuss) ist ein deutscher Ingenieur und Hochschullehrer. Seit Juni 2018 ist Bergs Inhaber des Lehrstuhls für Technologie der Fertigungsverfahren am Werkzeugmaschinenlabor WZL der RWTH Aachen und Leiter des Bereichs Prozesstechnologie am Fraunhofer IPT. Als Nachfolger von Fritz Klocke ist er gleichzeitig Mitglied des Direktoriums beider produktionstechnischer Institute.

## Leben
Nach Erlangung der allgemeinen Hochschulreife am Alexander-von-Humboldt-Gymnasium Neuss und seinem Wehrdienst beim Gebirgsjägerbataillon in Bischofswiesen absolvierte er sein Grundstudium des Maschinenbaus an der Universität Duisburg GH.
Zum Hauptstudium wechselte Bergs an die Rheinisch-Westfälische Technische Hochschule Aachen (RWTH). Dort vertiefte er sein Studium im Bereich der Konstruktionstechnik. 1995 erlangte er den Abschluss als Diplom-Ingenieur. Seine Diplomarbeit schrieb er am Engineering Research Center for Netshape Manufacturing in Columbus (Ohio). Im November 2001 folgte die Promotion zum Doktor der Ingenieurwissenschaften an der RWTH Aachen. Für seine Promotion erhielt Bergs die Borchers-Plakette. Ebenfalls an der RWTH Aachen schloss er im Jahr 2011 berufsbegleitend den Executive Master of Business Administration ab.
Thomas Bergs war von 1995 bis 2000 wissenschaftlicher Mitarbeiter des Bereiches Prozesstechnologie am Fraunhofer-Institut für Produktionstechnologie IPT in Aachen. Im Jahr 2000 wurde er Leiter der Gruppe Lasertechnik und des Geschäftsfelds Aachener Werkzeug- und Formenbau. Von Januar 2001 bis Mai 2018 bekleidete er am Fraunhofer IPT außerdem die Position des geschäftsführenden Oberingenieurs. Seit Juni 2005 ist Bergs zudem geschäftsführender Gesellschafter der Aixtooling GmbH in Aachen, die im Bereich des Werkzeugbaus für das Präzisionsblankpressen tätig ist.